# Alameda de los Descalzos
La Alameda de los Descalzos es una importante alameda, jardín público o paseo ubicado en el distrito del Rímac, en la ciudad de Lima, capital del Perú. Mide unos 450 m. Uno de los lugares más conocidos del distrito, a su alrededor se levantan, entre otras construcciones, las iglesias de Santa Liberata, El Patrocinio y Nuestra Señora de los Ángeles. 
Asimismo, en su cercanía se encuentra el lugar donde estaba ubicada la Casa del Molino de Micaela Villegas, la Perricholi. 

## Historia

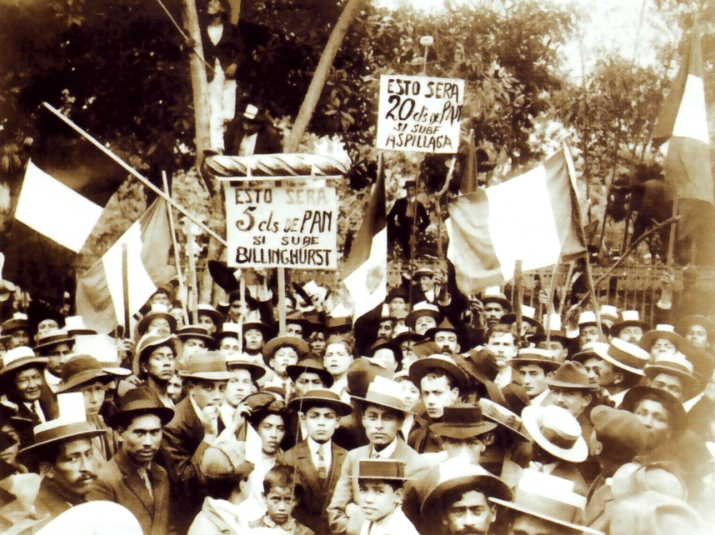
Manifestación en la alameda, a favor de la candidatura de Guillermo Billinghurst para las elecciones de 1912.

Se llamó inicialmente Alameda Grande. Mandada trazar por el virrey Juan de Mendoza y Luna, marqués de Montesclaros en 1611 a semejanza de la Alameda de Hércules de la ciudad española de Sevilla, jardín público creado en 1574 y el más antiguo de España y de Europa. El modelo sevillano fue seguido por otros creadores de jardines urbanos en España como la de Écija, provincia de Sevilla, o la de Alameda Central de la Ciudad de México. La Alameda de los Descalzos de Lima fue reconstruida en 1770 por el virrey Manuel Amat y Juniet, Se encuentra en al final de la avenida Alcázar, aproximadamente a 900 metros al norte de la plaza de Armas de Lima.
La tradición oral limeña recoge historias respecto a que en este lugar se daban encuentros furtivos entre amantes prohibidos, donde las muchachas de la época acompañadas en sus paseos por las chaperonas rozaban a sus pretendientes sin siquiera mirarlos. Es cuna de conocidos relatos sobre secretos, sonrisas pícaras y andar garboso de la coquetería de las famosas tapadas limeñas en sus paseos afanosos y seductores de caballeros enamorados. Es testigo también de candentes historias y memorias románticas, la más famosa de las cuales es el romance entre el virrey Amat y la Perricholi que fueron la comidilla de las recatadas señoras de sociedad de la época. 
También se dice que, en la noche, pasan fantasmas de viudas, suicidas, personas que murieron en la Inquisición o misteriosas congregaciones de fantasmas que desfilan alrededor de la alameda.
De acuerdo con los cronistas de la Colonia, su diseño original constaba de tres calles, dos laterales para los carruajes y una central para los peatones. Existían tres fuentes, donadas por el ciudadano Agustín Hipólito de Landaburu y ocho hileras de árboles que ofrecían a los paseantes sombra y frescor. La remodelación definitiva que experimentó en el siglo XIX la convirtió en un paseo romántico. En 1856 el presidente Ramón Castilla le dio un nuevo y definitivo trazo unitario al ordenar la colocación de una verja de hierro forjado importada de Inglaterra, dándole el toque romanticista de inicios del siglo XVIII. 
Actualmente cuenta con rejas laterales, cien bancas de mármol alineadas, doce estatuas de mármol de Carrara que representan los signos del zodiaco y los meses del año, así como 50 jarrones ornamentales de hierro forjado por los artesanos de la época.
La Municipalidad de Lima realizó obras de renovación en la Alameda entre 2014 y 2015.

## Escultura
Las esculturas de la Alameda tienen como tema los signos zodiacales y a algunos dioses de la mitología griega. En 2018 estas fueron declaradas Patrimonio Cultural de la Nación como parte del conjunto de 91 esculturas monumentales ubicadas en el Centro Histórico de Lima.

## Galería

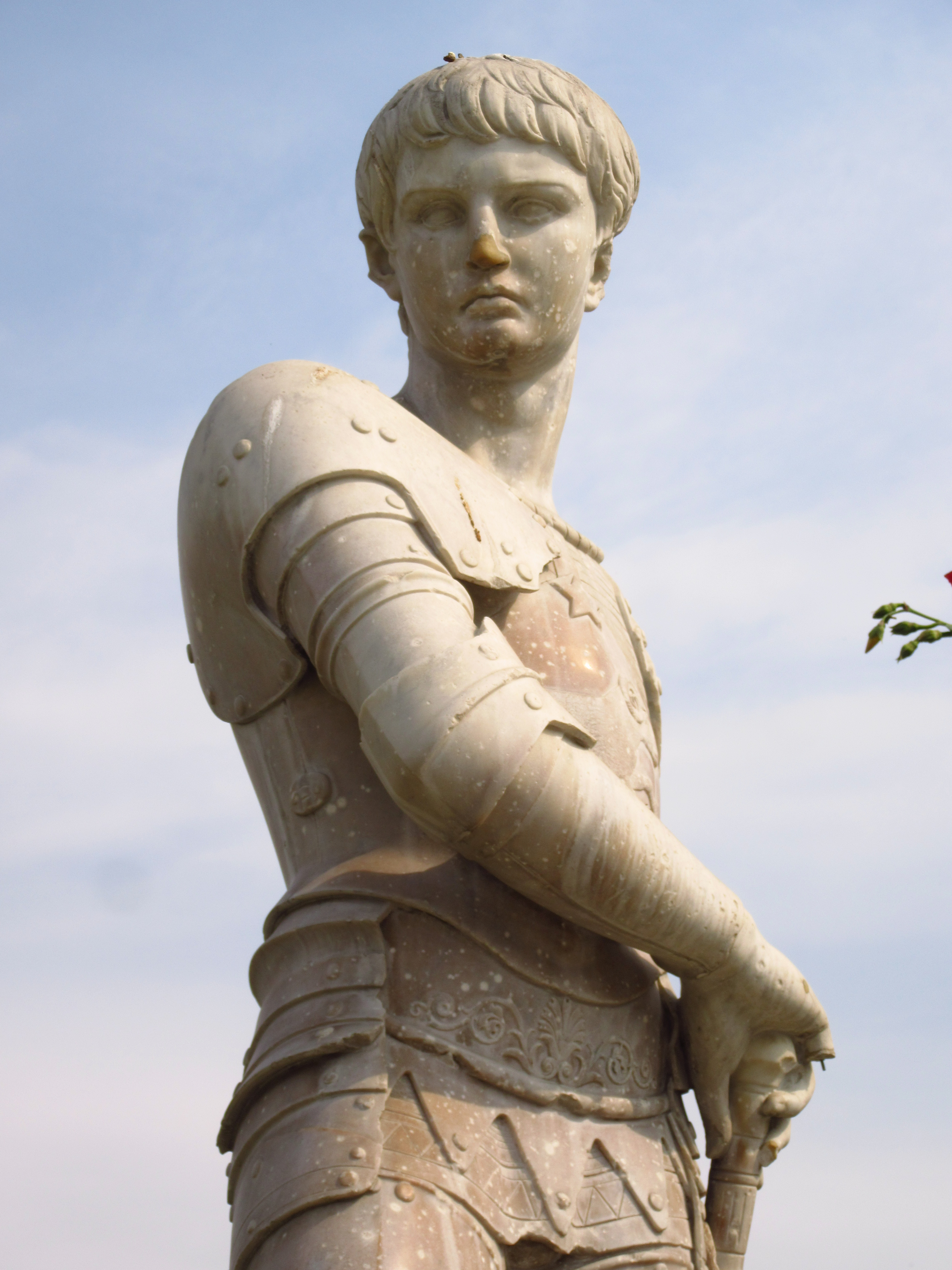
Escultura de Aries
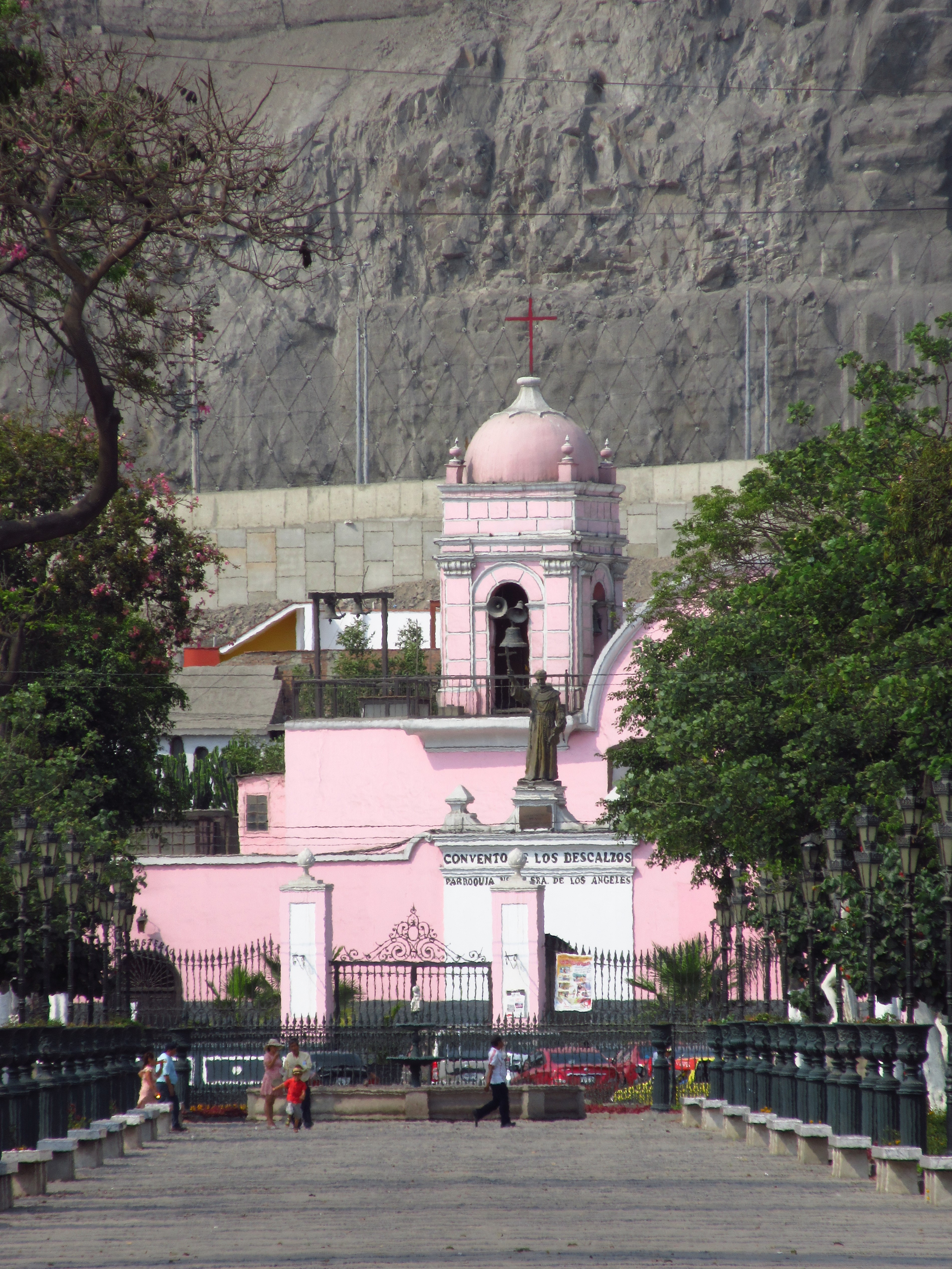
Iglesia de los Descalzos
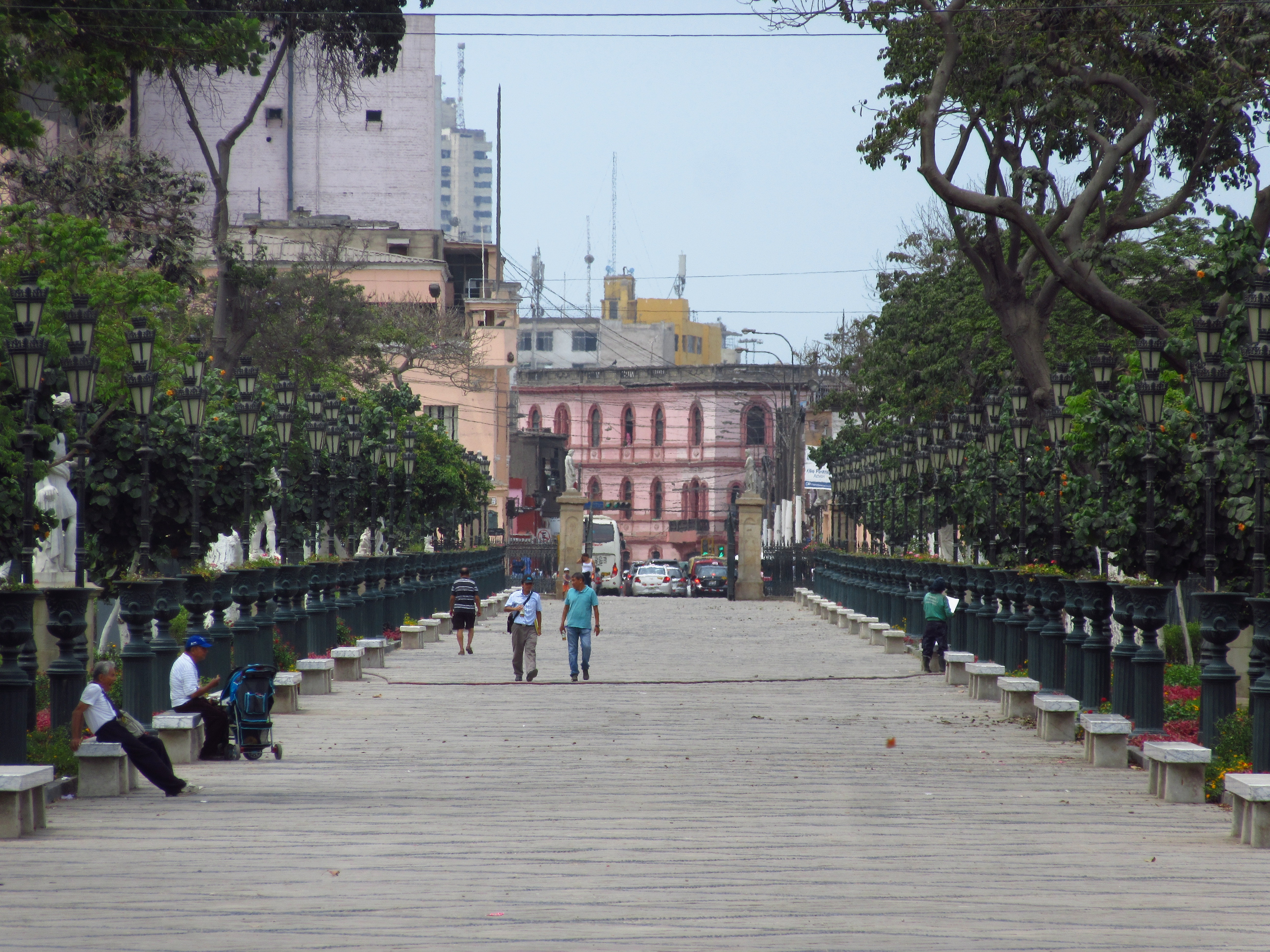
Vista general en 2017
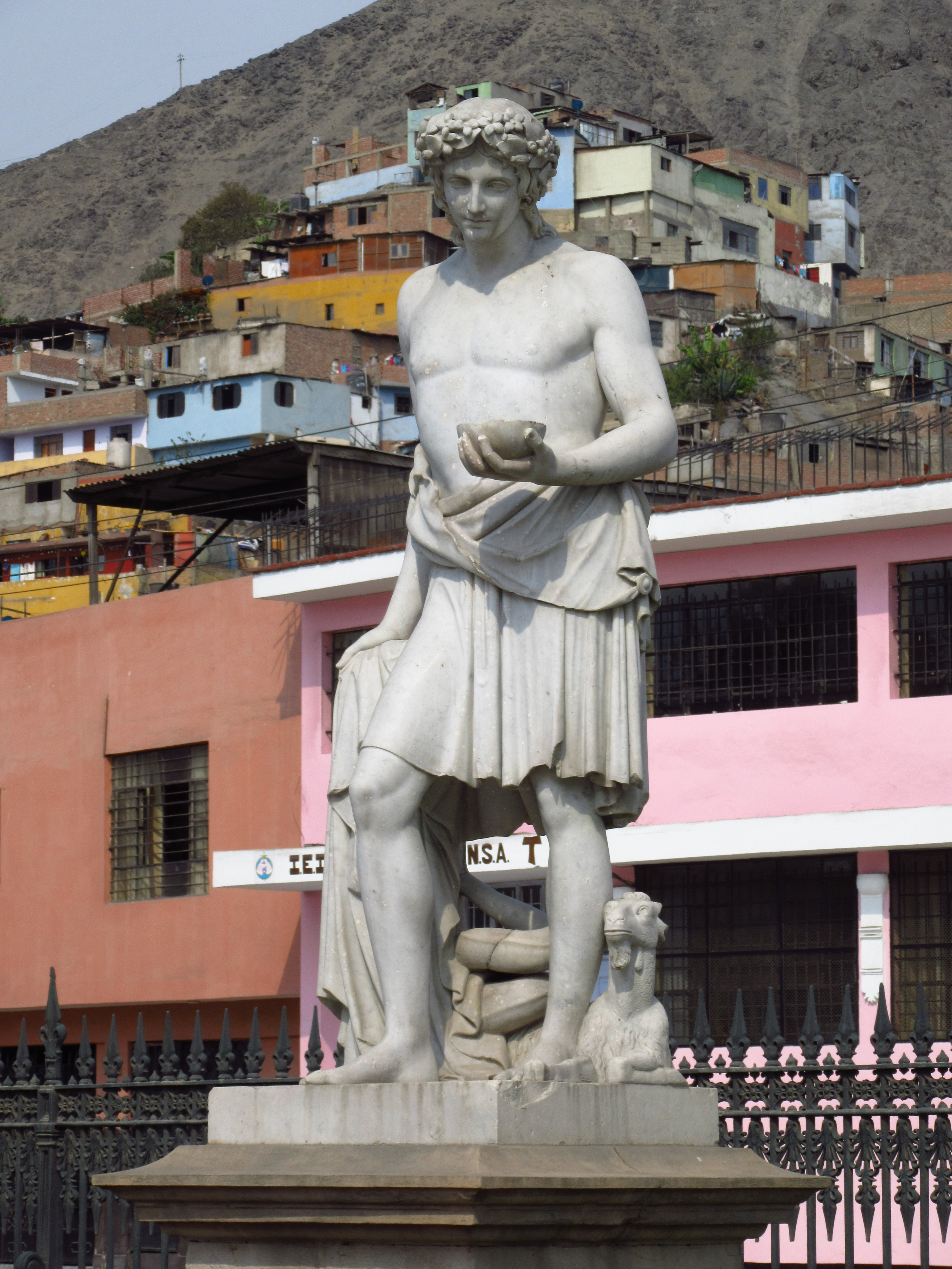
Estatua de Zeus
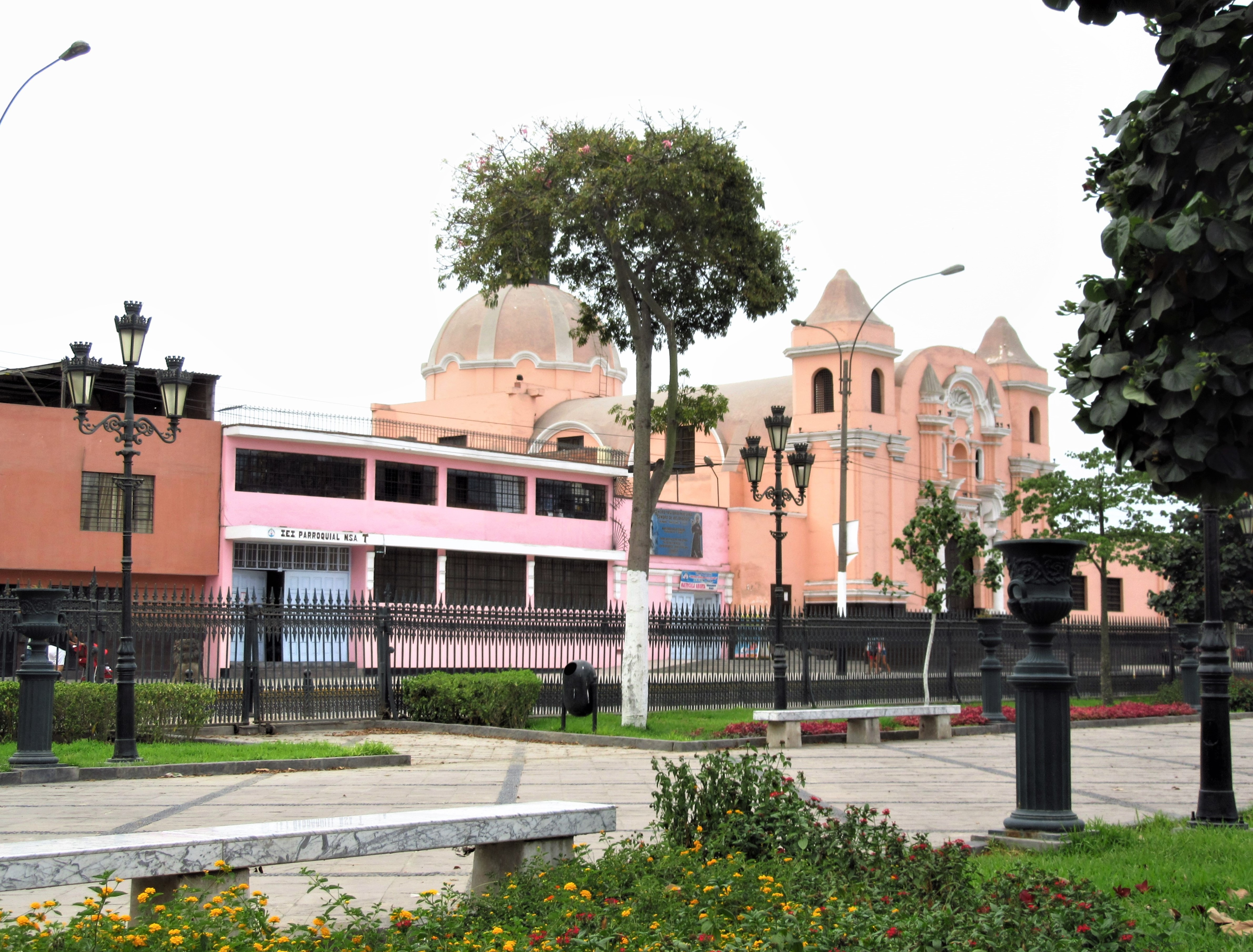
Iglesia de Nuestra Señora del Patrocinio